# Govinda Bhagavatpada
Govinda Bhagavatpada ou Govindanātha fut un maître de l'hindouisme né au VIIe ou VIIIe siècle de notre ère et défenseur de la doctrine de la non-dualité (Advaita Vedānta) de l'une des écoles du Vedānta. Il a été le disciple de Gauḍapāda et le maître de Ādi Śaṅkara.